# Приключения Синдбада (телесериал)
«Приключения Синдбада» (англ. The Adventures of Sinbad) — канадский телесериал в жанре фэнтези, выходивший в эфир с 1996 по 1998 год. В нём рассказывается история Синдбада-морехода из книги «Тысяча и одна ночь». Созданный Эдом Нэха, сериал был снят в Онтарио и Кейптауне. Тон сериала напоминал его современников «Удивительные странствия Геракла», «Повелитель зверей» и «Зена — королева воинов».

## Описание
Приключение с мечом и колдовством, действие которого происходит в стране мифов и магии на Ближнем Востоке, вокруг Персидского залива. Сериал рассказывает о приключениях Синдбада и его брата, когда они собирают команду и отправляются в плавание на корабле «Кочевник» (англ. Nomad) из Багдада в поисках богатства и приключений. По пути они сталкиваются с ведьмами, волшебниками, странными племенами и фантастическими существами.
После двух лет, проведённых в море, Синдбад возвращается в свой родной Багдад. Город сильно отличается от того Багдада, который он помнит. Сейчас он находится под контролем принца Касиба и его великого визиря Адмира. Он попадает в тюрьму, где знакомится со своим старшим братом Дубаром и узнаёт, что его собираются обезглавить. Когда принцессу похищают, халиф Багдада говорит, что Синдбад — единственный человек, которого он знает, способный противостоять Туроку — человеку, захватившему принцессу. Прежде чем Синдбада обезглавливают, Дубар приходит на помощь и освобождает его. Братья встречаются с остальными членами команды Синдбада и отправляются в логово Турока в поисках принцессы Адены. Синдбад говорит своей команде, что им нужна помощь его старого наставника и наставника Дубара, мастера Дим-Дима, поэтому команда отправляется на остров Рассвета, где он живёт. Они прибывают на остров, где встречают Дим-Дима и его новую ученицу, а также её компаньона Дермотта, ястреба. После того, как команда покидает остров, враг забирает Дим-Дима в магическое подвешенное состояние.
Дим-Дим упоминается во многих эпизодах всех двух сезонов, однако, поскольку сериал был закрыт без выхода третьего сезона, не было принято никакого решения для его поиска. После того, как Дим-Дим пропадает, Мэйв решает присоединиться к Синдбаду и его команде в поисках пропавшего Мастера. На пути их ждёт множество приключений. Доброта сердца Синдбада и его команды всегда сияет в каждом эпизоде.

## Трансляция в России
В России первая трансляция сериала «Приключения Синдбада» была в 1998—1999 годах на телеканале ОРТ (повтор был в 2000 году, там же, с понедельника по пятницу в 11:30 по московскому времени), с понедельника по четверг в 15:15 по московскому времени. Каждая оригинальная 45-минутная серия была разделена на 2 части. Первый показ на ОРТ был организован таким образом, что вторая часть истории, начинающейся в четверг, демонстрировалась лишь в следующий понедельник (создавали интригу, а зрители всю пятницу и выходные места себе не находили). В 2009 году сериал был показан на телеканале МИР (в этот и все последующие разы без разделения каждой серии на 2 части, а целиком - сразу по 45 минут), а в 2010 году — на телеканале «Бибигон» (позднее — «Карусель»).